# Xyletobius meyrickii
Xyletobius meyrickii là một loài bọ cánh cứng thuộc họ Ptinidae.